# Vlajka Kostromské oblasti

Vlajka Kostromské oblasti
Poměr stran: 2:3

Vlajka Kostromské oblasti, jedné z oblastí Ruské federace, je tvořena listem o poměru stran 2:3 se třemi svislými pruhy, červeným, modrým a červeným, o poměru šířek 1:2:1. Uprostřed prostředního pruhu je vyobrazena žlutá loď z kostromského znaku (na přídi orlí hlava a křídla, červený jazyk a oko; uprostřed stěžeň s plachtou a vlajkou, na které je ruský orel z doby vlády cara Alexandra II.; po stranách sedm vesel; na zádi fábor). Loď má délku 1/3 délky a výšku 1/2 šířky listu.
Loď (galéra) pochází ze znaku, který udělila v roce 1767 ruská carevna Kateřina II. Veliká městu Kostroma. Tento znak byl první a nejstarší znak města v Ruské říši. Připomíná cestu carevny po Volze a její návštěvu Kostromy.

## Historie
Kostromská oblast byla vytvořena 13. srpna 1944. V sovětské éře oblast neužívala žádnou vlajku. 19. října 2000 byl schválen, usnesením č. 1046, kostromskou dumou zákon č. 114-zKo „O státní symbolice Kostromské oblasti”. Zákon podepsal 27. října 2000 gubernátor Viktor Andrejevič Šeršunov a vstoupil v platnost 9. listopadu 2000 uveřejněním v oblastních novinách Severnaja pravda č. 216 (26528). Vlajka byla tvořena červeným listem o poměru stran 2:3, se světle modrým žerďovým pruhem, jehož šířka byla rovna 1/8 délky listu. Uprostřed listu byl umístěn znak Kostromské oblasti s výškou 1/3 šířky listu.

Vlajka Kostromské oblasti (2000–2006) Poměr stran: 2:3

28. dubna 2006 byl oblastní dumou schválen zákon č. 14-4-ZKO „O vlajce Kostromské oblasti”, kterým byla vlajka změněna na vlajku platnou dodnes. Zákon podepsal stejný den gubernátor Viktor Andrejevič Šeršunov.

## Vlajky okruhů a rajónů Kostromské oblasti

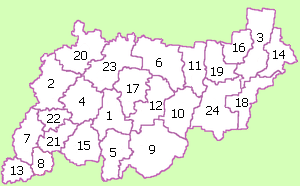
Administrativní členění Kostromské oblasti

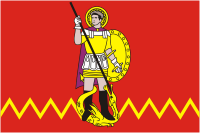
Meževský okruh (21) Poměr stran: 2:3
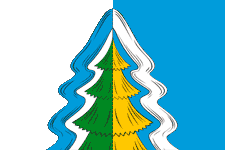
Nejský okruh (22) Poměr stran: 2:3
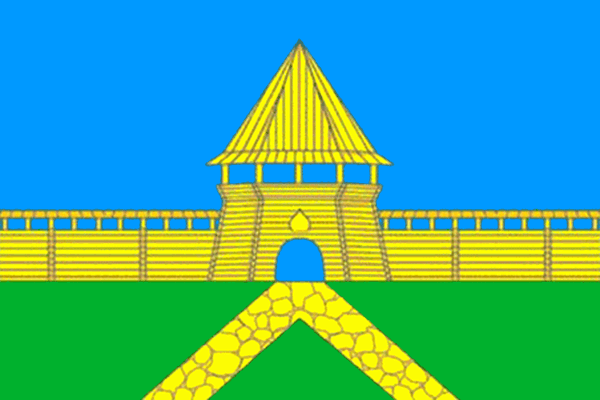
Parfenjevský okruh (23) Poměr stran: 2:3

Kostromská oblast se od 1. ledna 2019 člení na 6 městských okruhů a 23 rajónů.
Městské okruhy

Kostroma (24) Poměr stran: 2:3
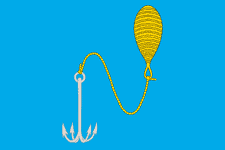
Buj (25) Poměr stran: 2:3
Volgorečensk (26) Poměr stran: 2:3
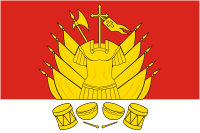
Galič (27) Poměr stran: 2:3
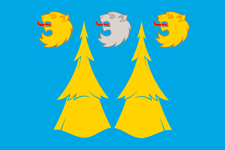
Manturovo (28) Poměr stran: 2:3
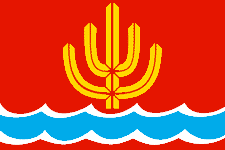
Šarja (29) Poměr stran: 2:3

Okruhy
- Meževský okruh (21)
Poměr stran: 2:3
- Nejský okruh (22)
Poměr stran: 2:3
- Parfenjevský okruh (23)
Poměr stran: 2:3

Rajóny

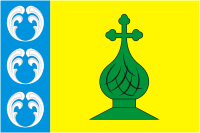
Antropovský rajón (1) Poměr stran: 2:3
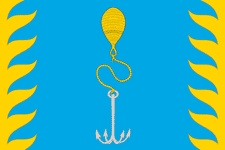
Bujský rajón (2) Poměr stran: 2:3
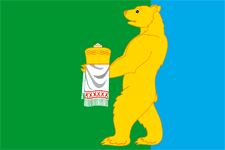
Vochomský rajón (3) Poměr stran: 2:3
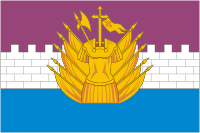
Galičský rajón (4) Poměr stran: 2:3
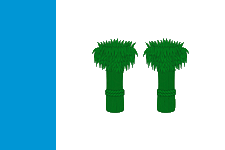
Kadyjský rajón (5) Poměr stran: 2:3
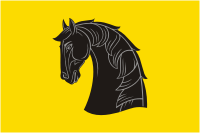
Kologrivský rajón (6) Poměr stran: 2:3
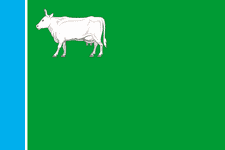
Kostromský rajón (7) Poměr stran: 2:3
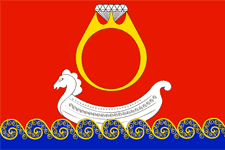
Krasnoselský rajón (8) Poměr stran: 2:3
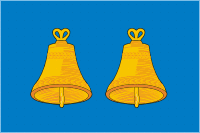
Makarjevaký rajón (9) Poměr stran: 2:3
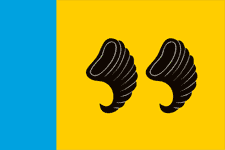
Něrechtský rajón (10) Poměr stran: 2:3
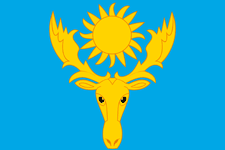
Okťabrský rajón (11) Poměr stran: 2:3
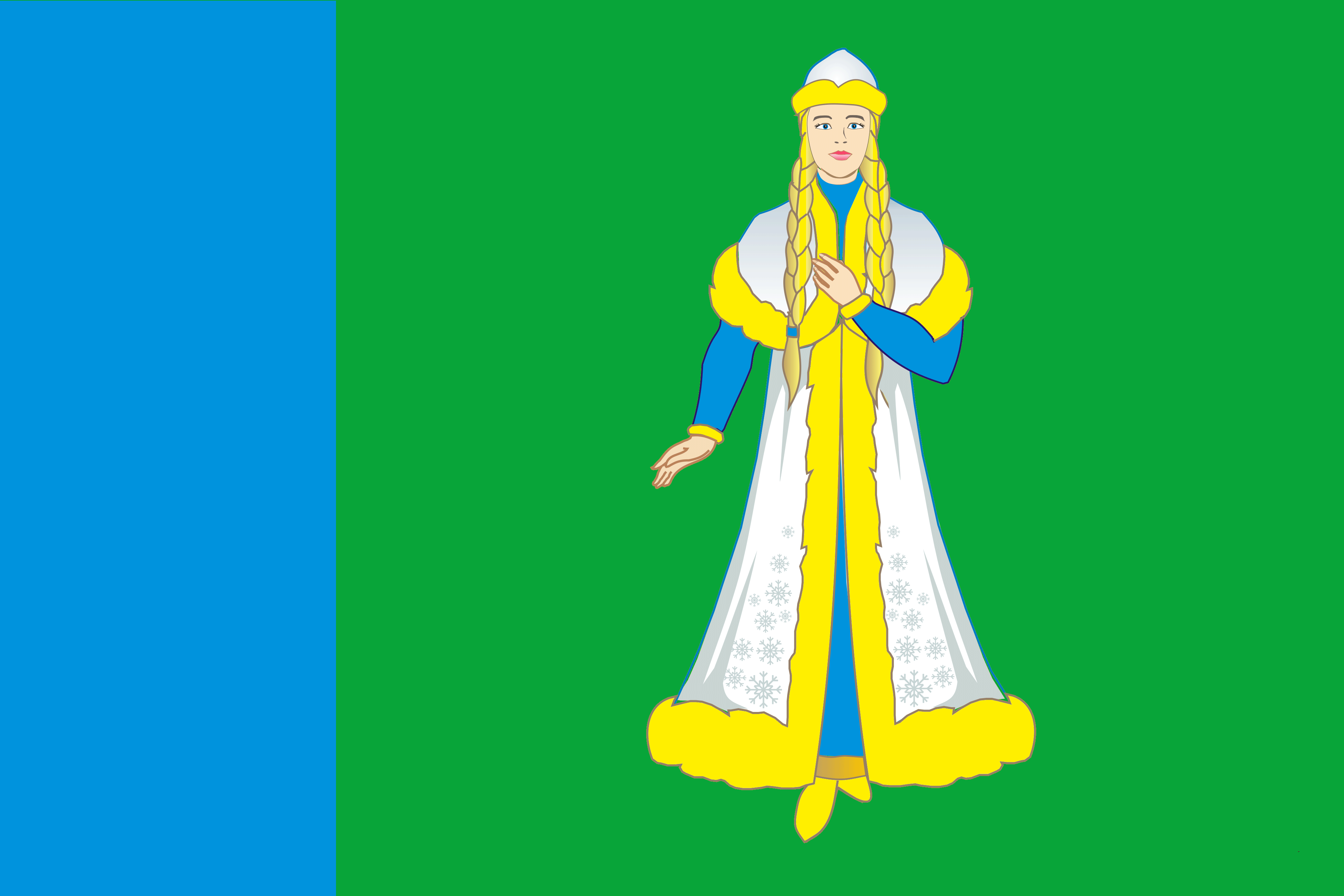
Ostrovský rajón (12) Poměr stran: 2:3
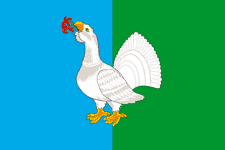
Pavinský rajón (13) Poměr stran: 2:3
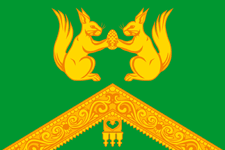
Ponazyrevský rajón (14) Poměr stran: 2:3
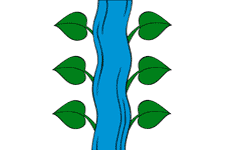
Pyščugský rajón (15) Poměr stran: 2:3
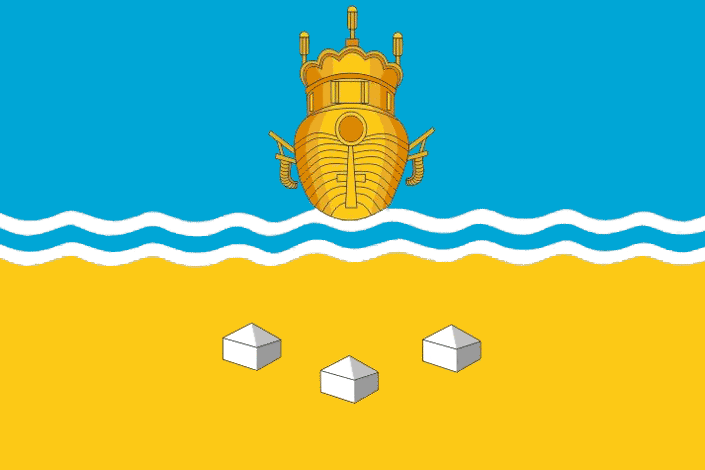
Soligaličský rajón (16) Poměr stran: 2:3
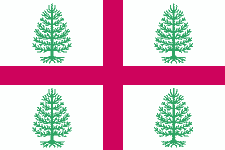
Sudislavský rajón (17) Poměr stran: 2:3
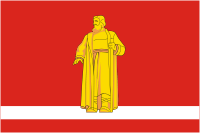
Susaninský rajón (18) Poměr stran: 2:3
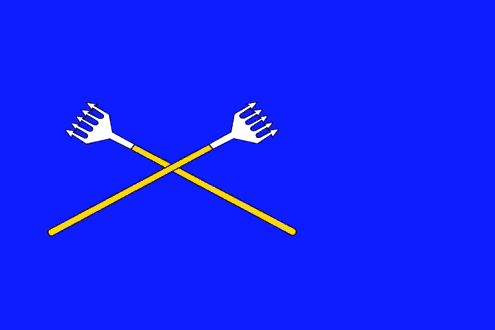
Čuchlomský rajón (19) Poměr stran: 2:3
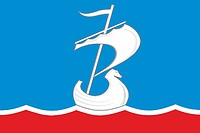
Šarinský rajón (20) Poměr stran: 2:3